# أحمد بوجنان
أحمد بوجنان هو عسكري جزائري وُلد في 1 جانفي 1929 في أولاد علي ( السواحلية ) في تلمسان ، غزوات ، توفي في 17 جانفي 1968 في تيبازة في حادث سيارة . إنه بطل من أبطال الثورة الجزائرية المعروف بالعقيد عباس. عضو في الحكومة الانتقالية بومدين الأول. كان العقيد عباس قائد أكاديمية شرشال العسكرية في الستينيات ، والذي توفي فجأة في عام 1968 بعد فشل انقلاب زبيري ضد بومدين في أواخر عام 1967. عند الاستقلال تم تعيينه قائداً للناحية العسكرية الثانية (وهران) قبل أن يحل محله الشاذلي بن جديد ونقل إلى رئيس مدرسة شرشال لمختلف الاسلحة. دخل العقيد عباس وهران عند الاستقلال برفقة العقيد عثمان والملازم عبد الجليل واسمه الحقيقي هو الأخضر فندي.